# Djebel Chambi
Le djebel Chambi (arabe : جبل الشعانبي) est le nom donné au massif montagneux (djebel) qui comprend le point culminant de la Tunisie (1 544 m).
Situé au centre-ouest du pays, à 17 kilomètres au nord-ouest de la ville de Kasserine et à quelques kilomètres de la frontière algérienne, on peut y accéder par un chemin emprunté par les véhicules tout-terrain jusqu'à une altitude de 1 300 mètres. Par la suite, une randonnée pédestre d'une durée de deux heures permet d'accéder au sommet. Ce sont les Scouts tunisiens, au lendemain de l'indépendance du pays en 1956, qui y ont placé un croissant métallique, symbole de l'islam pour marquer leur ascension.
Appelé Papwa dans l'Antiquité tardive, il constitue l'un des sommets des monts de Tébessa rattachés à la chaîne de la dorsale tunisienne. Cette montagne calcaire est profondément entaillée et ravinée par l'érosion. Elle est recouverte d'une flore et d'une faune typiques d'un milieu semi-aride car la pluviométrie reste limitée à 250 millimètres de précipitations par an en plaine et à 500 en altitude. Un très léger manteau neigeux peut recouvrir le sommet durant l'hiver.
Le parc national de Chambi est inauguré en 1980 afin de protéger le milieu naturel du massif.
Depuis décembre 2012, le djebel est le théâtre de nombreuses opérations militaires des forces armées tunisiennes contre des groupes de terroristes islamistes cachés dans les grottes du djebel Chambi.